# Pablo Coraspe
Pablo Ignacio Coraspe Nakada (Maturín, Venezuela, 19 de julio de 1996) es un futbolista venezolano que jugó como centrocampista y su último equipo fue el Monagas SC de la Primera División de Venezuela, donde debutó.

## Clubes
| Club       | País      | Año             |
| ---------- | --------- | --------------- |
| Monagas SC | Venezuela | 2016-Actualidad |

## Monagas Sport Club
Su debut como jugador profesional comienza en el Monagas SC para el 2016.

### Torneo Apertura 2016
Para el Torneo Apertura de 2016 continua jugando con el Monagas SC hasta la actualidad. Luego no continuó en el equipo y quedó como agente libre.